# ティトゥス・マンリウス・トルクァトゥス (紀元前165年の執政官)
ティトゥス・マンリウス・トルクァトゥス（Titus Manlius Torquatus、紀元前208年以前 – 紀元前133年以降）は、紀元前2世紀初頭から中盤にかけての共和政ローマの政治家・軍人。紀元前165年に執政官（コンスル）を務めた。名家に生まれたトルクァトゥスは、先祖の伝説的な厳しさを見習おうとし、汚職で告発された後に息子を自殺に追い込むほどであった。トルクァトゥスは長い政治歴を持ち、尊敬される法学者でもあった。外交面でも活躍し、紀元前162年にはエジプトに大使として派遣され、キプロスに対するプトレマイオス8世の主張を支持している。

## 出自

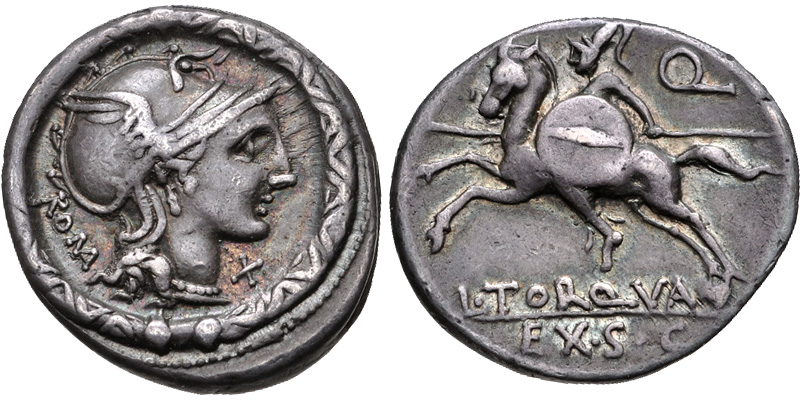
トルクァトゥスの孫、ルキウス・マンリウス・トルクァトゥスのデナリウス銀貨（紀元前113-112年）。表面には、トルクァトゥス家の紋章であるトルク（首飾り）の中に女神ローマの横顔が掘られている。裏面には馬に乗って戦いに挑む戦士が描かれている。その右には「Q」の文字が刻まれており、ルキウスがクァエストル（財務官）であることを表している

トルクァトゥスが生まれたのは紀元前208年以前である（父が紀元前208年に戦死し、また弟がいる）。ローマで最も重要な氏族であるパトリキ（貴族）のマンリウス氏族の一員であり、彼以前の祖先だけでも、執政官を18回、執政武官を14回務めている。父アウルスは第二次ポエニ戦争中の紀元前208年、偉大な「ローマの剣」マルクス・クラウディウス・マルケッルスと共に、若くして戦死した。しかし、祖父ティトゥスは紀元前235年と紀元前224年に執政官を、紀元前231年にはケンソル（監察官）を、そして紀元前208年にはディクタトル（独裁官）を務めるほど有能な人物であった。祖父ティトゥスは厳格なことで知られており、特にカンナエの戦い
でハンニバルの捕虜となったローマ兵の身代金支払いを拒否したり、また多くの元老院議員が戦死したため、その補充としてラティウム同盟都市の代表を議員とする提案を拒否したりした。
トルクァトゥスには、紀元前164年に執政官を務めた弟アウルス・マンリウス・トルクァトゥスがいる。ローマの習慣では通常長男が父のプラエノーメン（第一名、個人名）を受け継ぐのだが、トルクァトゥスは祖父の名を受け継ぎ、次男が父の名をもらっている。
トルクァトゥスというコグノーメン（第三名、家族名）は、先祖であるティトゥス・マンリウス・インペリオススが紀元前361年にガリア人を一騎打ちで倒した後、その死体からトルク（首輪）を剥ぎ取り、自分の首にかけたことから、トルクァトゥスというアグノーメン（添え名、第四名）を名乗るようになり、その子孫はこれを家族名としたものである。その後、この首輪は一族の紋章となり、誇りを持って鋳造したコインにトルクァトゥスの文字を入れた。インペリオスス・トルクァトゥスもまた、彼の厳しさで有名で、軍律を破った自分の息子を処刑した「マンリウスの規律」で知られている。

## 経歴
執政官に就任する前のトルクァトゥスの経歴に関しては明確ではない。ドイツの歴史学者フリードリッヒ・ミュンツァーは、ティトゥス・リウィウスの『ローマ建国史』の欠落部分である紀元前170年にプラエトル（法務官）になったと示唆している。同年、祖父もそうであったポンティフェクス（神祇官）の一人に選ばれている。さらに、著書はないものの、民法や宗教法の分野で著名な法学者であった。
トルクァトゥスは紀元前165年にグナエウス・オクタウィウスに就任した。リウィウスはトルクァトゥスを次席執政官としているが、これはケントゥリア民会でオクタウィウスの票の方が多かったことを意味する。しかし、アウグストゥス帝時代に制作された「カピトリヌスのファスティ（執政官一覧石版）」では、トルクァトゥスが主席となっている。おそらく、彼の曾孫がファスティの作成に関わった神祇官の一人であったためであろう。この頃、アウグストゥス帝はいくつかの名家を復活させようとしており、ファスティで彼らを評価することを支援していた。同僚であるオクタウィウスは、直接の祖先ではないもののアウグストゥスの実家であるオクタウィウス氏族に属している。オクタウィウスは父祖に高位官職者をもたないノウス・ホモ（新人）ではあったが、第三次マケドニア戦争ではローマ海軍を率い、紀元前167年には凱旋式実施の栄誉を受けていたため、選挙の時点で既に有名であった。
残念ながらローマ建国史の欠落のため、両執政官の業績は不明である。他の古代の著者も彼らの業績に対して言及していないが、ユリウス・オブセクエンスは二人はローマでの疫病蔓延に対処したと記している。トルクァトゥスは、翌年の執政官選挙に立候補した弟アウルスを支援したと思われる。
その後、トルクァトゥスは外交問題に関与した。セレウコス朝シリアの摂政であるリシアスの紀元前164年の書簡（ユダヤ人に対する譲歩を承認するという内容）に、トルクァトゥスはシリアに派遣された使節の一人であったと述べられている。しかし、この書簡は旧約聖書の『マカバイ記2』にも出てくるが、これにはセレウコス朝歴（紀元前311年を起点とする独自暦）が使われており、ローマ側には資料がないため、疑わしいと考えられている。ミュンツァーは、この人物がトルクァトゥスであることを否定しているが、紀元前130年に法務官を務めた彼の息子である可能性に言及している。
紀元前162年、プトレマイオス8世フィスコンがローマを訪れた。当時エジプトはプトレマイオス8世と兄のプトレマイオス6世フィロメトルが分割統治を行っている状態で、またプトレマイオス8世はキプロスの領有権も主張していた。元老院はキプロスに対するプトレマイオス8世の主張を支持し、一方で兄弟間の戦争を避けるために、使節としてグナエウス・コルネリウス・メルラとトルクァトゥスをキプロスに派遣した。ポリュビオスによると、ローマは統一エジプトの脅威を避けるために、プトレマイオス8世の分割統治を支持したという。途中ロードスで、トルクァトゥスはプトレマイオス8世を説得してキプロスの征服計画を断念させ、アレクサンドリアに行き、プトレマイオス6世との和平交渉を行うことに成功した。しかしながら、トルクァトゥスがプトレマイオス8世と別れた直後、プトレマイオス8世の管轄下にあったキレナイカが反乱した。この反乱鎮圧のためプトレマイオス8世はアフリカに戻らねばならず、結果トルクァトゥスとプトレマイオス6世との交渉は失敗に終わった。ローマに戻ったトルクァトゥスとメルラは元老院でプトレマイオス8世を支持する発言をしたため、プトレマイオス6世の使者は追放された。
紀元前161年、トルクァトゥスは小アジアのギリシア人都市国家であるマグネシアとプリエネの紛争を調停するための元老院案を起草した。これに関する碑文があるが、かつては起草者を「マリウス」と読み、紀元前143年のことと解釈されていた。しかし現在の研究者は、これは「マンリウス」であり、もっと早い時期のものと考えている。中でもウォルバンクはこれをトルクァトゥスと関連付けている。
紀元前133年の時点で、トルクァトゥスはまだ生きていたと思われる。プルタルコスが、この年の出来事として、護民官ティベリウス・センプロニウス・グラックス（兄グラックス）と護民官マルクス・オクタウィウスの揉め事を解決するよう、二人の尊敬されている執政官経験者-マンリウスとフルウィウス-が嘆願し、クラッススはこの二人を尊重することに同意はしたが、元老院総会では何も解決できなかったと記しているからである。この時点で生きていたフルウィウス氏族の執政官経験者は何人かいたが、マンリウス氏族ではトルクァトゥスのみであった。但し、プルタルコスの文は「マニリウス」とも読め、そうであれば紀元前149年の執政官マニウス・マニリウスということになる。
ティトウスとアウルスの兄弟が連続して執政官を務めたものの、その後トルクァトゥス家は不振に陥る。次の執政官は100年後のルキウス・マンリウス・トルクァトゥスまで待たねばならない。

## トルクァトゥスの息子の裁判（紀元前140年）
トルクァトゥスには少なくとも二人の息子がいた。長男ティトゥスは紀元前136年頃に法務官となったが、第一次奴隷戦争でエウヌスに敗れたことでその前途は絶たれてしまった。次男は、カルタゴの農学者であるマゴの著作をラテン語に翻訳したことで知られる元老院議員デキムス・ユニウス・シラヌスの養子となった。このため、この次男は養父の名を取り、デキムス・ユニウス・シラヌス・マンリアヌスと名乗った。パトリキ（貴族）がプレブス（平民）に養子に出されたという記録はこれが最初である。
マンリアヌスは紀元前141年か紀元前142年に法務官としてマケドニア属州の総督を務めた。しかし、マケドニアからの使節団が彼の汚職を告発したのである。実父であるトルクァトゥスは、尋問が行われる前に息子を自分の家で個人的に裁く許可を元老院に求めた。トルクァトゥスは法律の専門家であり執政官経験者であったため、元老院とマケドニアの使節団の両方が彼にその許可を与えた。3日間の裁判の後、トルクァトゥスは息子を有罪とし、追放した。この判決には法的拘束力はなかったが、一族の名誉を守るために、マンリアヌスは翌日の夜に首を吊ることを余儀なくされた。トルクァトゥスは息子の葬儀にも参列せず、葬儀の行列が通り過ぎるときも表向きは無関心を装っていた。ウァレリウス・マクシムスは、同じく軍律違反を犯した息子を死刑とした祖先のティトゥス・マンリウス・インペリオスス・トルクァトゥスのデスマスクがトルクァトゥスの家に目立つように飾られていたことが、彼の息子に対する厳しさを表していたと述べている。
この事件は、ローマのローマの高位官職者や属州総督の汚職に関するカルプリナ法（紀元前149年制定）の余波で起こったが、私的な法廷での解決はローマ史の中でもおそらく唯一のものである。
息子の記憶を消すために、トルクァトゥスは老齢になってアウルスという名の三男を儲けた可能性がある。この人物が、紀元前70年の法務官アウルス・マンリウス・トルクァトゥスの父親である可能性がある。

## 参考資料

### 古代の資料
- 『マカバイ記2』
- マルクス・トゥッリウス・キケロ『善と悪の究極について』
- ティトゥス・リウィウス『ローマ建国史』『概略』
- ユリウス・オブセクエンス『脅威論』
- ガイウス・プリニウス・セクンドゥス『博物誌』
- プルタルコス『対比列伝』
- ポリュビオス『歴史』
- タキトゥス『年代記』
- ウァレリウス・マクシムス『有名言行録』

### 研究書
- Michael C. Alexander, Trials in the Late Roman Republic, 149 to 50 BC, University of Toronto Press, 1990.
- A. E. Astin, Scipio Aemilianus, Oxford University Press, 1968.
- John R. Bartlett, The Cambridge Bible Commentary, The First and Second Books of the Maccabees, Cambridge University Press, 1973.
- T. Corey Brennan, The Praetorship in the Roman Republic, Oxford University Press, 2000.
- Thomas Robert Shannon Broughton|T. Robert S. Broughton, The Magistrates of the Roman Republic, American Philological Association, 1952.
- ——, Supplement to The Magistrates of the Roman Republic, American Philological Association, 1960.
- Robert Charles (scholar)|Robert Henry Charles, The Apocrypha and Pseudepigrapha of the Old Testament in English, volume I, Apocrypha, Oxford University Press, 1913.
- Michael Crawford (historian)|Michael Crawford, Roman Republican Coinage, Cambridge University Press (1974–2001).
- Wilhelm Dittenberger, Sylloge Inscriptionum Graecarum (Collection of Greek Inscriptions, abbreviated SIG), Leipzig, 1883.
- Harriet Isabel Flower, Ancestor Masks and Aristocratic Power in Roman Culture, Oxford University Press, 1996.
- Erich S. Gruen, Roman Politics and the Criminal Courts, 149–78 B.C., Harvard University Press, 1968.
- Günther Höbl, A History of the Ptolemaic Empire, London & New York, Routledge, 2001 (originally published in 1994, translated by Tina Saavedra).
- Allan Chester Johnson, Paul Robinson Coleman-Norton, Frank Card Bourne, Ancient Roman Statutes, Clark NJ, Lawbook Exchange, 2003.
- Wolfgang Kunkel, Herkunft und soziale Stellung der römischen Juristen, Weimar, Hermann Böhlaus Nachfolger, 1952.
- David Magie, Roman Rule in Asia Minor, Princeton University Press, 1950.
- Jane F. Mitchell, "The Torquati", in Historia (classical antiquity history journal)|Historia: Zeitschrift für Alte Geschichte, vol. 15, part 1, (January 1966), pp. 23–31.
- M. Gwyn Morgan, "'Cornelius and the Pannonians': Appian, Illyrica 14, 41 and Roman History, 143-138 B.C.", in Historia: Zeitschrift Für Alte Geschichte|Historia: Zeitschrift für Alte Geschichte, vol. 23, part 2 (2nd Qtr., 1974), pp. 183–216.
- Friedrich Münzer, Roman Aristocratic Parties and Families, translated by Thérèse Ridley, Johns Hopkins University Press, 1999 (originally published in 1920).
- August Pauly, Georg Wissowa, et alii, Realencyclopädie der Classischen Altertumswissenschaft (abbreviated PW), J. B. Metzler, Stuttgart (1894–1980).
- Francis X. Ryan, Rank and Participation in the Republican Senate, Stuttgart, Franz Steiner Verlag, 1998.
- Robert K. Sherk, Translated Documents of Greece and Rome, vol. 4, Rome and the Greek East to the death of Augustus, Cambridge University Press, 1984.
- Ioannis Svoronos, Ta nomismata tou kratous ton Ptolemaion, Athens, 1904.
- Ronald Syme, Roman Papers, edited by Ernst Badian and Anthony Birley|Anthony R. Birley, 7 volumes, Oxford, 1979-1991.
- ——, The Augustan Aristocracy, Oxford University Press, 1986.
- Lily Ross Taylor and T. Robert S. Broughton, "The Order of the Two Consuls' Names in the Yearly Lists", Memoirs of the American Academy in Rome, 19 (1949), pp. 3–14.
- ——, "New Indications of Augustan Editing in the Capitoline Fasti", Classical Philology, Vol. 46, No. 2 (Apr., 1951), pp. 73–80.
- —— and T. Robert S. Broughton, "The Order of the Consuls' Names in Official Republican Lists", Historia: Zeitschrift für Alte Geschichte, vol. 17, part 2 (Apr., 1968), pp. 166–172.
- ——, The Voting Districts of the Roman Republic, University of Michigan Press, 1960.
- F. W. Walbank|Frank William Walbank, A Commentary on Polybius, Oxford University Press, 1979.